# Elmar Kivistik
Elmar Kivistik (ur. 13 listopada 1905 w Elistvere, zm. 7 grudnia 1973 w Tabivere) – estoński strzelec, multimedalista mistrzostw świata.

## Życiorys
Ukończył szkołę parafialną w Voldi, a w 1927 roku szkołę podoficerską. Pracował jako instruktor w szkole podoficerskiej. Od 1939 roku posiadał odpowiednik polskiego stopnia chorążego (est. veebel). 
Początkowo trenował podnoszenie ciężarów, od 1932 roku uprawiał strzelectwo. W reprezentacji Estonii startował od 1934 do 1939 roku, zdobywając w tym czasie 17 medali mistrzostw świata (12 złotych, 2 srebrne i 3 brązowe). Podczas mistrzostw świata w 1937 roku wywalczył 11 medalowych pozycji – więcej osiągnął tylko jego rodak Gustav Lokotar (12). W latach 1933–1939 zdobył 22 medale mistrzostw Estonii, w tym 10 złotych, 8 srebrnych i 4 brązowe. 5 razy był indywidualnym rekordzistą Estonii, zaś 14 razy drużynowym rekordzistą kraju. 
W 1949 roku został aresztowany i przeniesiony do obozu jenieckiego w obwodzie irkuckim. Pracował później w kołchozie w Saadjärve jako tokarz i spawacz. 
Odznaczony Orderem Krzyża Białego Związku Obrony III klasy). W 1996 roku na cmentarzu w Äksi odsłonięto jego pomnik. Od 2005 w Tabivere rozgrywane są zawody strzeleckie jego imienia, podobnie jest od 2008 roku w Elvie.

## Wyniki

### Medale na mistrzostwach świata
Opracowano na podstawie materiałów źródłowych:
| Mistrzostwa   | Konkurencja                                     | Wynik             | Miejsce |
| ------------- | ----------------------------------------------- | ----------------- | ------- |
| Rzym 1935     | Karabin dowolny, trzy postawy, 300 m, drużynowo | 5465 pkt. (druż.) |         |
| Rzym 1935     | Karabin małokalibrowy klęcząc, 50 m, drużynowo  | 1897 pkt. (druż.) |         |
| Helsinki 1937 | Karabin dowolny, trzy postawy, 300 m            | 1124 pkt.         |         |
| Helsinki 1937 | Karabin dowolny, trzy postawy, 300 m, drużynowo | 5526 pkt. (druż.) |         |
| Helsinki 1937 | Karabin dowolny leżąc, 300 m                    | 390 pkt.          |         |
| Helsinki 1937 | Karabin dowolny leżąc, 300 m, drużynowo         | 1918 pkt. (druż.) |         |
| Helsinki 1937 | Karabin dowolny klęcząc, 300 m                  | 381 pkt.          |         |
| Helsinki 1937 | Karabin dowolny klęcząc, 300 m, drużynowo       | 1856 pkt. (druż.) |         |
| Helsinki 1937 | Karabin dowolny stojąc, 300 m                   | 353 pkt.          |         |
| Helsinki 1937 | Karabin dowolny stojąc, 300 m, drużynowo        | 1752 pkt. (druż.) |         |
| Helsinki 1937 | Karabin małokalibrowy leżąc, 50 m, drużynowo    | 1951 pkt. (druż.) |         |
| Helsinki 1937 | Karabin małokalibrowy klęcząc, 50 m, drużynowo  | 1897 pkt. (druż.) |         |
| Helsinki 1937 | Karabin małokalibrowy stojąc, 50 m, drużynowo   | 1852 pkt. (druż.) |         |
| Lucerna 1939  | Karabin dowolny, trzy postawy, 300 m, drużynowo | 5433 pkt. (druż.) |         |
| Lucerna 1939  | Karabin dowolny klęcząc, 300 m                  | 377 pkt.          |         |
| Lucerna 1939  | Karabin małokalibrowy leżąc, 50 m, drużynowo    | 1977 pkt. (druż.) |         |
| Lucerna 1939  | Karabin małokalibrowy klęcząc, 50 m, drużynowo  | 1944 pkt. (druż.) |         |